# Xylococcus filiferus
Xylococcus filiferus är en insektsart som beskrevs av Lôw 1882. Xylococcus filiferus ingår i släktet Xylococcus och familjen pärlsköldlöss. Arten har ej påträffats i Sverige. Inga underarter finns listade i Catalogue of Life.